# Liste der Naturdenkmäler in Dörentrup
Die Liste der Naturdenkmäler in Dörentrup führt die Naturdenkmäler der ostwestfälischen Gemeinde Dörentrup im Kreis Lippe in Nordrhein-Westfalen (Stand: 2004) auf. Die Liste mit den Nummern 2.3-1 bis 2.3-24 umfasst derzeit nur Objekte im Außenbereich.
| Nr.    | Bezeichnung                                                            | Lage             | Bild |
| ------ | ---------------------------------------------------------------------- | ---------------- | ---- |
| 2.3-1  | 1 Mehrlingsbuche am Burgensteig zwischen Stein- und Mühlingsberg       | Schwelentrup     |      |
| 2.3-2  | Eichenallee am alten Fischweg                                          | Schwelentrup     |      |
| 2.3-3  | 1 Linde und 1 Walnuss Domäne Göttentrup                                | Schwelentrup     |      |
| 2.3-4  | 1 Höltkestamm (Wildapfel) in "Cruel's Baumgarten" am Ziegenhirtenweg   | Humfeld Karte    |      |
| 2.3-6  | 2 Eichen am Umspannwerk Stumpenhagen                                   | Hillentrup Karte |      |
| 2.3-7  | 2 Eschen am östlichen Rand der Schlosswiese bei Schloss Wendlinghausen | Wendlinghausen   |      |
| 2.3-8  | 1 Linde auf dem Hofgrundstück Am Humebach 17                           | Humfeld          |      |
| 2.3-21 | Hohlweg "Knicksstücksweg"                                              | Hillentrup Karte |      |
| 2.3-22 | Hohlweg "Am Dreesch" am Krubberg                                       | Hillentrup Karte |      |
| 2.3-23 | Hohlweg "Alter Dienstweg"                                              | Humfeld Karte    |      |
| 2.3-24 | Hohlweg "Mühlenweg"                                                    | Humfeld Karte    |      |